# 兵庫県道489号兵庫埠頭線
兵庫県道489号兵庫埠頭線（ひょうごけんどう489ごう ひょうごふとうせん）は、兵庫県神戸市兵庫区を通る一般県道である。

## 概要
神戸市兵庫区築地町から神戸市兵庫区松原通5丁目に至る。

### 路線データ
- 起点：神戸市兵庫区築地町
- 終点：神戸市兵庫区松原通5丁目（松原交差点、国道2号交点）

## 路線状況

### 道路施設

#### 橋梁
- 大輪田橋（新川運河、神戸市兵庫区）

## 地理

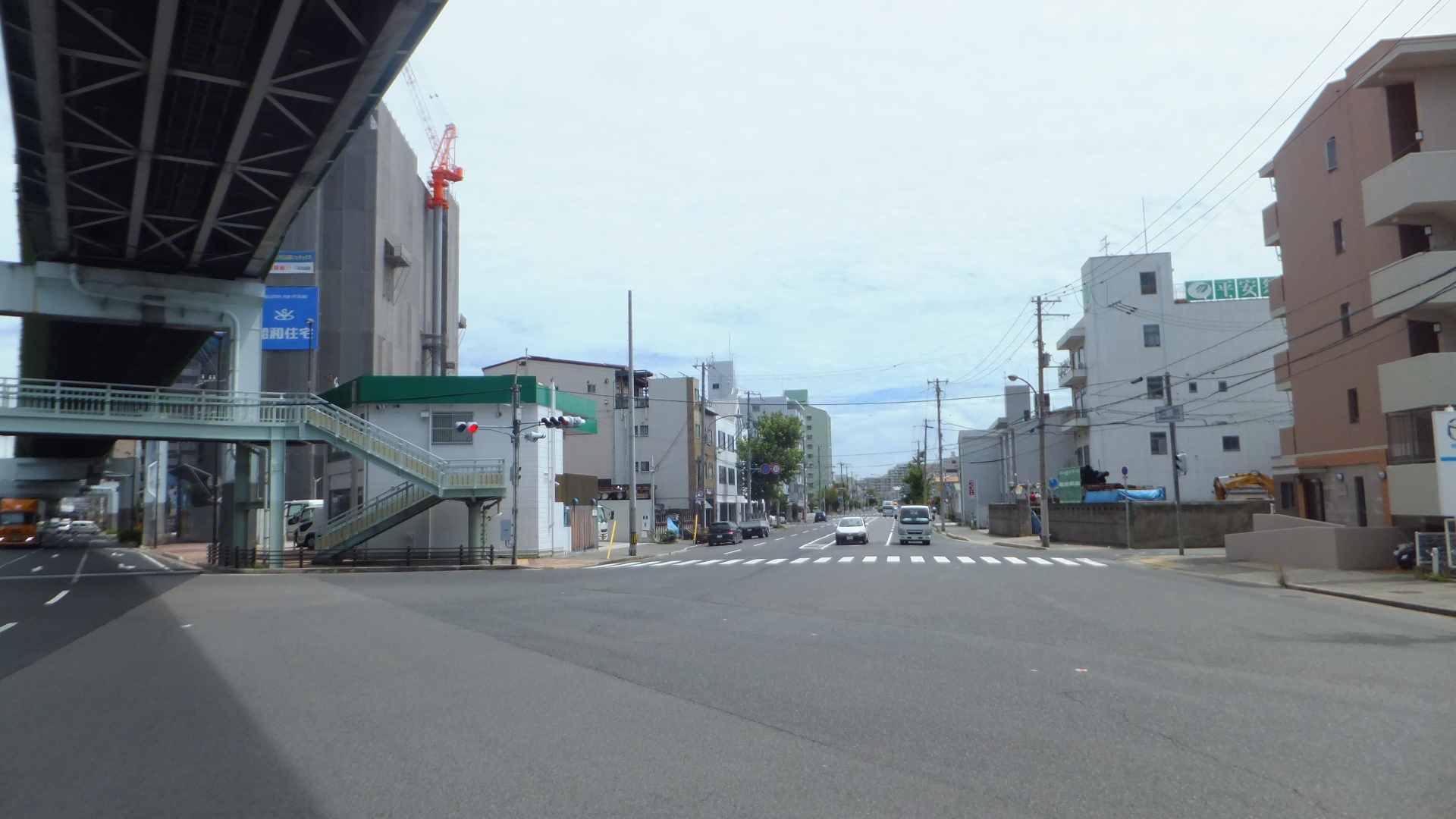
兵庫県神戸市兵庫区松原通5丁目で撮影

### 通過する自治体
- 神戸市（兵庫区）

### 交差する道路
| 交差する道路 | 交差する場所 | 交差する場所      |
| ------------ | ------------ | ----------------- |
| 国道2号      | 松原通5丁目  | 松原交差点 / 終点 |

### 沿線
- イオンモール神戸南
- 神戸市立須佐野中学校
- 神戸市立明親小学校